# 尼西罗斯
尼西罗斯（希臘語：Νίσυρος），是希腊南愛琴大區科斯专区的市镇。行政中心为曼兹拉基。市镇面积为50.06平方公里，2021年人口数量为1,048人。
尼西罗斯市镇包括尼西羅斯島和其他一些小岛（包括伊亞利島）。